# 145
Cette page concerne l'année 145  du calendrier julien. Pour l'année 145 av. J.-C., voir 145 av. J.-C. Pour le nombre 145, voir 145 (nombre).
L'année 145 est une année commune qui commence un jeudi.

## Événements
- 6 mars : début du règne de Zhidi, empereur Han de Chine (fin le 26 juillet 146)[1].
- Mars : Marc Aurèle épouse Faustine, fille d’Antonin le Pieux[2]

- En Inde, le roi scythe des Ksaharâtas Rudradaman Ier (en) (130-150) reconquiert sur les Andhra les territoires annexés par Gautamiputra en 124[3].

## Naissances en 145
- Huang Gai, général chinois.

## Décès en 145
- Basilide (date incertaine).